# Karabakh

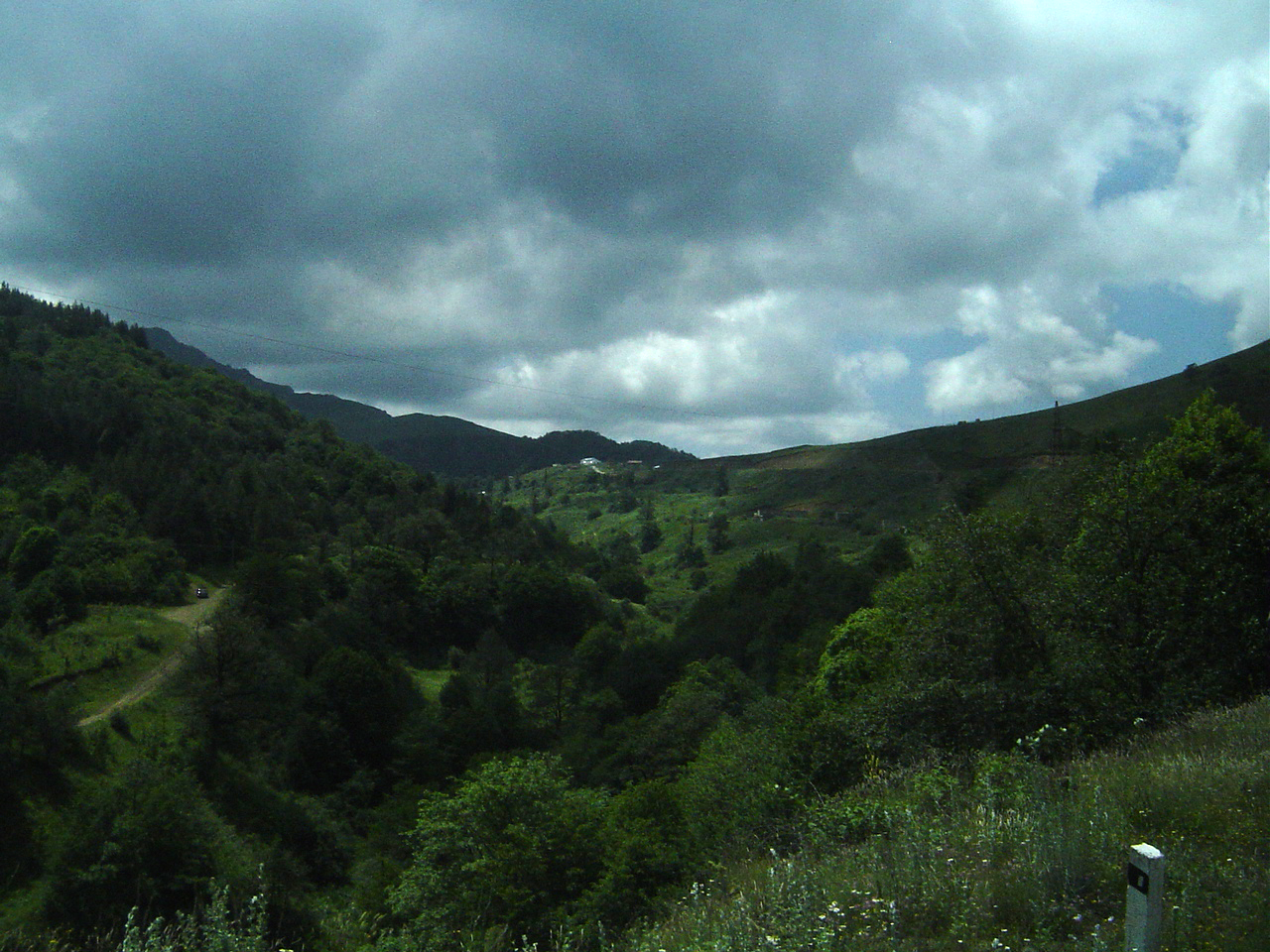
Una fitta e scura foresta nel Karabakh

Il Karabakh (in armeno Ղարաբաղ? Gharabagh o Արցախ, Artsakh; in azero Qarabağ) è una regione geografica del Caucaso meridionale che si sviluppa all'estremità sud-est della catena del Caucaso Minore. Si estende dal lembo orientale dell'altopiano armeno fino alla piana alluvionale che si adagia tra i fiumi Kura e Aras. Alterna zone prettamente montuose ad altre pianeggianti.

## Nome
Karabakh (anche Karabagh) è un nome di derivazione persiana (قره باغ) che significa "Giardino nero" (kara nero, bagh giardino). Alcuni ritengono che il termine derivi invece dall'espressione  di origine turco armena Ktish-Baghk (Baghk Maggiore) che era uno dei principati che costituivano l'antica provincia armena dell'Artsakh (in seguito Principato di Dizak).
Il toponimo si ritrova per la prima volta nelle Cronache georgiane (Kartlis Tskhovreba), come pure nelle fonti persiane dai secoli XIII e XIV.  Il nome divenne comune dopo il 1230, quando la regione fu conquistata dai mongoli. Nelle fonti armene per la prima volta il toponimo viene menzionato nel XV secolo nel trattato "Storia di Tamerlano e dei suoi successori"  di Tovma Metsop'etsi. 

## Suddivisione geografica
La regione del Karabakh si suddivide sostanzialmente in due parti:
- L'Alto Karabakh (comunemente Nagorno Karabakh o anche Karabakh Superiore o Karabakh Montuoso) che, come dice chiaramente il nome, è la parte di Karabakh in quota.
- Il Basso Karabakh (anche Karabakh Inferiore) è invece la porzione di regione che si estende nella piana alluvionale tra i citati fiumi Kura e Aras, a nord e ad est del Karabakh Montuoso. Ad essa si associa anche il Karabakh settentrionale (anche Artsakh del Nord), ossia la porzione più settentrionale della provincia di Artsakh, contigua con quella di Utik.[4]

Taluni ricomprendono anche il Syunik, ovvero la parte più meridionale dell'attuale Armenia, nella regione del Karabakh.

## Suddivisione politica
Il Karabakh è attualmente sotto il controllo dell'Azerbaigian. Fino al 2024, si sviluppava invece in due stati:
- Repubblica dell'Artsakh (fino al 2017 denominata Repubblica del Nagorno Karabakh), che comprendeva quasi tutto l'Alto Karabakh e alcuni lembi pianeggianti a sud (fino al fiume Aras) e ad est (piana di Ağdam)[6]
- Azerbaigian, che comprendeva quasi tutto il Basso Karabakh (con le eccezioni di cui sopra) e la regione di Shahoumian, un tempo facente parte dell'Oblast' autonoma del Nagorno Karabakh e geograficamente facente parte dell'Alto Karabakh.